# 경재소
경재소(京在所)는 조선 초 지방관청이 한양에 설치한 기관이다.
설치목적은 중앙에서 파견된 수령(守令)과 함께 토호적 성격이 강한 재지사족의 유향소(留鄕所)를 제어·감독하는 기관이었다. 그 조직원으로 당상(堂上)·별감(別監) 등이 있었다. 처음에는 군·현의 유력자를 한양에 파견, 주재시켜 본토의 여러 편의를 꾀하게 하였는데, 뒤에는 비록 본토인이 아니라도 관향·선영·역관(歷官) 등 연고를 가지는 한양의 유력자에게 위촉했다. 이후 경재소는 본래 설치의도와는 달리 오히려 유향소와 결탁하거나, 수령의 관권을 침해하고 인사를 침학하는 등 폐단을 발생시키도 했다.
1603년(선조 36년) 폐지되었다.

## 같이 보기
- 유향소